# Lhari
Lhari Dzong, Chinees: Lhari Xian is een arrondissement in de prefectuur Nagchu in de Tibetaanse Autonome Regio, China.
Het heeft een oppervlakte van 13.338 km² en in 1999 telde het 23.694 inwoners. De gemiddelde jaarlijkse temperatuur is -0,9 °C en jaarlijks valt er gemiddeld 695,6 mm neerslag.
Beide kandidaten voor elfde pänchen lama, Gendün Chökyi Nyima (Tibetaanse kandidaat) en Gyancain Norbu (Chinese kandidaat), werden geboren in Lhari.

## Bestuurlijke indeling
| Naam              | Wylie)      | Chinees | Hanyu pinyin   |
| ----------------- | ----------- | ------- | -------------- |
| gemeente Artsa    | ar rtsa     | 阿扎乡  | Āzhā Xiàng     |
| gemeente Sangchen | bsangs chen | 桑前乡  | Sāngqián Xiàng |
| gemeente Lingthil | gling mthil | 林堤乡  | Líndī Xiàng    |
| gemeente Drongyül | grong yul   | 忠义乡  | Zhōngyì Xiàng  |
| gemeente Tsangrog | gtsang rog  | 章若乡  | Zhāngruò Xiàng |
| gemeente Kochung  | ko chung    | 鸽群乡  | Gēqún Xiàng    |
| gemeente Lhari    | lha ri      | 嘉黎乡  | Jiālí Xiàng    |
| gemeente Tshora   | mtsho rwa   | 措拉乡  | Cuòlā Xiàng    |
| gemeente Tshome   | mtsho smad  | 措麦乡  | Cuòmài Xiàng   |
| gemeente Dola     | rdo la      | 多拉乡  | Duōlā Xiàng    |
| gemeente Dzabbel  | rdzab 'bel  | 藏比乡  | Zàngbǐ Xiàng   |
| gemeente Rongtö   | rong stod   | 绒多乡  | Róngduō Xiàng  |
| gemeente Sharma   | shar ma     | 夏玛乡  | Xiàmǎ Xiàng    |
| gemeente Tshotö   | tsho stod   | 措多乡  | Cuòduō Xiàng   |